# Wheaties

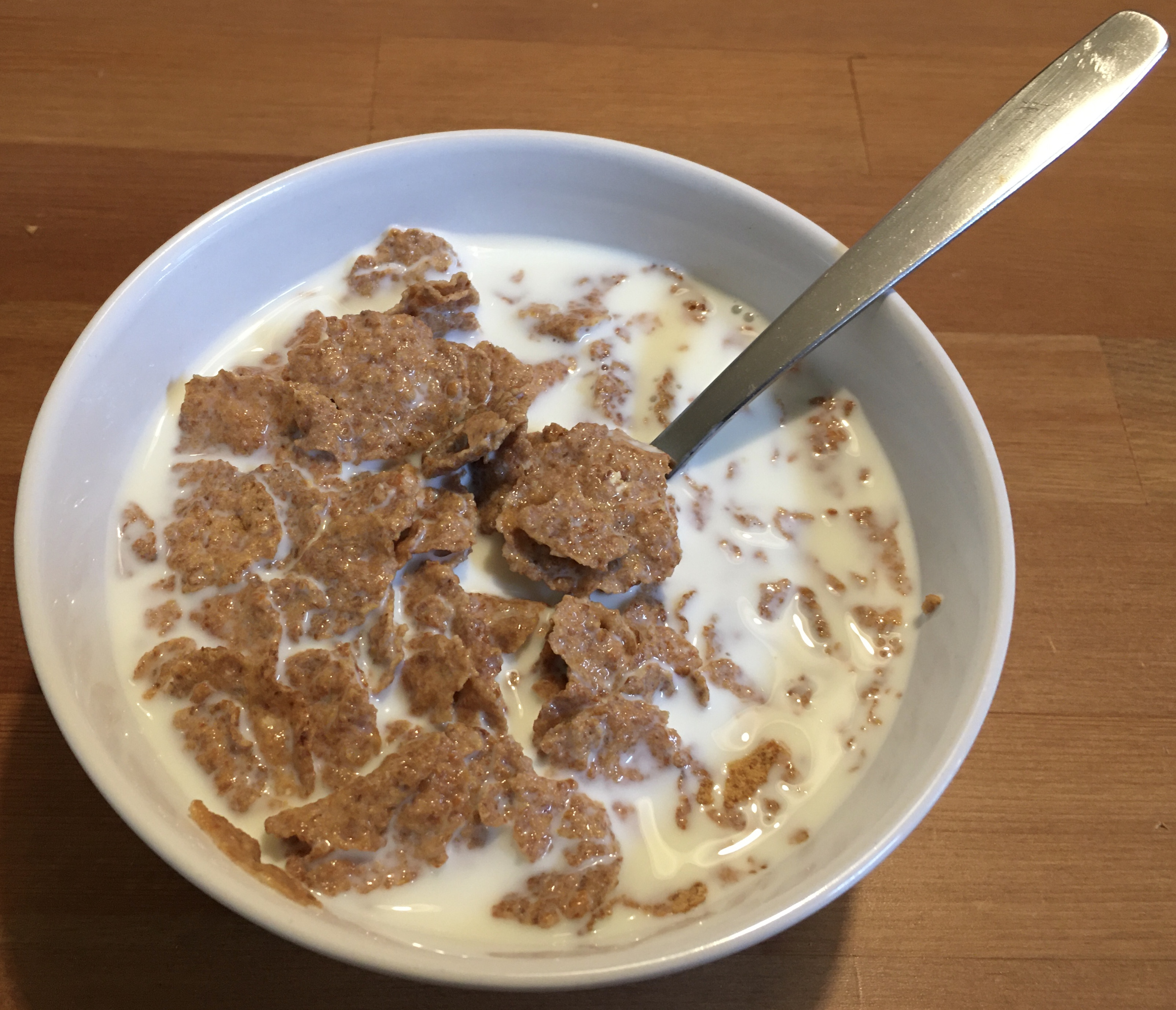
Un bol de céréales Wheaties avec du lait.

Wheaties est une marque de céréales de petit-déjeuner possédée par General Mills. Elle est connue pour afficher des photos de sportifs sur son emballage, devenant ainsi une icône de la culture populaire américaine. Wheaties a été commercialisée à partir de 1924.

## Historique
Les céréales Wheaties ont été créées en 1921, après le renversement accidentel d'une bouillie de son de blé sur un poêle par un chercheur de la Washburn Crosby Company (devenue General Mills). Elles n'ont été lancées qu'en novembre 1924, une fois rendues assez dures pour résister à l'emballage. Elles étaient alors nommées « Washburn's Gold Medal Whole Wheat Flakes ». Ce nom a été rapidement remplacé par Wheaties à l'issue d'un concours interne remporté par la femme d'un manager de l'entreprise.

### Slogan
- « The Breakfast of Champions » (« Le petit déjeuner des champions »)

## Porte-paroles
Sept célébrités ont été porte-parole de la marque Wheaties depuis 1958 :
- Bob Richards - 1958
- Bruce Jenner - 1977
- Mary Lou Retton - 1984
- Walter Payton - 1986
- Chris Evert - 1987
- Michael Jordan - 1988
- Tiger Woods - 1998